# Хейман, Мишель
Мишель Перл Хейман (англ. Michelle Pearl Heyman; род. 4 июля 1988, Шеллхарбор, Новый Южный Уэльс) — австралийская футболистка, нападающий клуба «Канберра Юнайтед». Лучший бомбардир чемпионата Австралии, двукратная чемпионка Австралии с клубом «Канберра Юнайтед», серебряный призёр Кубка Азии (2014) в составе сборной Австралии.

## Клубная карьера
Родилась в Шеллхарборе, южнее Сиднея. В детстве играла в регби и австралийский футбол, прежде чем заняться футболом по европейским правилам. Выступала в составе местной команды мальчиков, затем в любительских командах «Порт Кембла» и «Шеллхарбор Сити», после чего присоединилась к выступающему в Женской суперлиге Нового Южного Уэльса клубу «Иллаварра Стингрейс».
Когда в 2008 году формировалась W-лига, новый высший дивизион в женском футболе Австралии, 20-летнюю Хейман пригласили на отбор в один из клубов, которые должны были её составить — «Сидней». Хейман была одной из 120 соискательниц и попала в число десяти кандидаток, с которыми клуб подписал контракт. Борьба за место в составе в этой команде была острой, и за весь первый сезон в W-лиге Хейман сыграла только три матча, после чего перешла в другой клуб этой же лиги — «Сентрал Кост Маринерс». Там она забила 11 мячей в 11 играх, став первой футболисткой W-лиги, отметившейся больше чем десятью голами за сезон. Хейман не только стала лучшим бомбардиром чемпионата, но и была признана игроком года, но «Маринерс», занявшие 2-е место в регулярном сезоне, проиграли уже в первом круге плей-офф, а по окончании сезона женская команда клуба была расформирована по финансовым соображениям.
Сезон 2010/2011 Хейман начала в клубе «Канберра Юнайтед», за который потом выступала в общей сложности больше десяти сезонов. Среди прочего, в сезоне 2011/2012 она вместе с клубом выиграла регулярный сезон, не проиграв ни одного матча, а затем победила в плей-офф, завоевав своё первое чемпионское звание. За этот сезон Хейман забила 15 голов — с отрывом в 6 голов от второго места в списке лучших бомбардиров, в том числе трижды поразив ворота соперниц в плей-офф (один гол в полуфинале и два в финале). Второй чемпионский титул она завоевала с «Канберрой» в 2014 году. В сезоне 2016/2017 клуб Хейман в третий раз за свою историю выиграл регулярный сезон, но затем проиграл в полуфинале плей-офф действующим и будущим чемпионам «Мельбурн Сити». В межсезонье австралийская футболистка дважды присоединялась к командам на других континентах — сначала с пятимесячным контрактом в датском «Брондбю», а затем в клубе американской NWSL «Уэстерн Нью-Йорк Флэш». В другие годы в перерывах между чемпионатами W-лиги она возвращалась в «Иллаварра Стингрейс», чтобы играть с ней в чемпионате штата.
После восьми сезонов в «Канберре» Хейман перешла в клуб W-лиги «Аделаида Юнайтед», но там её показатели резко упали — хотя спортсменка сыграла во всех матчах сезона, ей удалось забить только один гол, а её команде не хватило одного очка до выхода в плей-офф. Расставшись с «Аделаидой», Хейман провела один сезон в чемпионате Нового Южного Уэльса в составе команды Сиднейского университета, а затем возвратилась в «Канберру» (в первом же матче сделав хет-трик). В марте 2021 года она вернула себе звание лучшего бомбардира чемпионата Австралии за всю историю существования лиги, опередив владевшую рекордом с 2019 года Сэм Керр.
В сезоне 2023—2024 Хейман стала первой футболисткой, забившей больше 100 голов в австралийских профессиональном чемпионате. В общей сложности она провела за этот сезон 17 голов (повторение принадлежащего Керр рекорда голов за один сезон) и в третий раз, также первой в лиге, удостоилась «Золотой бутсы» лучшего бомбардира чемпионата.

## Карьера в сборной
В марте 2010 года Хейман дебютировала в составе футбольной сборной Австралии в товарищеской игре со сборной Республики Кореи, окончившемся со счётом 2:2. Её первый выход на поле в стартовом составе национальной команды состоялся полутора годами позже в рамках отборочного турнира к Олимпиаде 2012 года. Во встрече с командой Таиланда Хейман забила два гола и помогла своей сборной одержать победу с общим счётом 5:0.
Лучший период Хейман в составе сборной Австралии пришёлся на 2014—2016 годы. В 2014 году она в составе национальной команды стала серебряным призёром Кубка Азии. На следующий год нападающая в составе сборной Австралии приняла участие в чемпионате мира, где провела пять матчей и дошла до четвертьфинала. Такой же результат австралийки показали в 2016 году на Олимпийских играх в Бразилии, где Хейман провела два гола в ворота сборной Зимбабве на групповом этапе. Она объявила об уходе из сборной весной 2019 года, после того как травмы помешали ей попасть в состав команды, отправляющийся на чемпионат мира во Францию. К этому времени Хейман сыграла за сборную больше 60 матчей и забила 20 голов.
В начале 2024 года Хейман после пятилетнего перерыва была приглашена в состав сборной Австралии на место травмированной Сэм Керр. В стыковых матчах со сборной Узбекистана, которые австралийки выиграли с общим счётом 13:0, обеспечив себе выход на Олимпиаду в Париже, опытная нападающая забила пять мячей. На Олимпиаде она забила решающий мяч в ворота сборной Замбии, которую австралийская команда обыграла со счётом 6:5, но из группы австралийки выйти не сумели.

## Статистика выступлений

### Выступления за сборную
| Год  | Олимпийские игры | Олимпийские игры | Чемпионат мира | Чемпионат мира | Кубок Азии | Кубок Азии | Другие турниры | Другие турниры | Всего | Всего |
| Год  | Игры             | Голы             | Игры           | Голы           | Игры       | Голы       | Игры           | Голы           | Игры  | Голы  |
| ---- | ---------------- | ---------------- | -------------- | -------------- | ---------- | ---------- | -------------- | -------------- | ----- | ----- |
| 2010 | —                | —                | —              | —              | —          | —          | —              | —              | 1     | 0     |
| 2011 | —                | —                | —              | —              | —          | —          | 5              | 2              | 5     | 2     |
| 2012 | —                | —                | —              | —              | —          | —          | —              | —              | 2     | 1     |
| 2013 | —                | —                | —              | —              | —          | —          | —              | —              | 7     | 1     |
| 2014 | —                | —                | —              | —              | 4          | 0          | 3              | 3              | 10    | 4     |
| 2015 | —                | —                | 5              | 0              | —          | —          | 4              | 1              | 16    | 7     |
| 2016 | 4                | 2                | —              | —              | —          | —          | 5              | 3              | 12    | 5     |
| 2017 | —                | —                | —              | —              | —          | —          | —              | —              | 2     | 0     |
| 2018 | —                | —                | —              | —              | —          | —          | 4              | 0              | 6     | 0     |
| 2024 | 3                | 1                | —              | —              | —          | —          | 2              | 5              | 9     | 7     |

Примечания
1. ↑  Отборочные и пригласительные турниры
2. ↑  Включая товарищеские матчи